# Werner Köppe
Werner Köppe (* 10. September 1929 in Sonthofen; † 12. September 2015) war ein deutscher Jurist und von 1977 bis 1994 Präsident des Bayerischen Verwaltungsgerichts in Augsburg.

## Leben
Werner Köppe studierte Rechtswissenschaften und war ab 1959 als Regierungsassessor bei der Regierung von Schwaben für die Landratsämter Vilshofen und Tirschenreuth tätig. Von 1960 bis 1966 war er als Regierungsrat im Landratsamt in Mindelheim tätig; er war der erste hauseigene Jurist im Landkreis Mindelheim. 1963 wechselte er zum Bayerischen Verwaltungsgericht in Augsburg, zunächst als juristischer Mitarbeiter, ab 1963 als Verwaltungsgerichtsrat, ab 1966 als Oberverwaltungsrichter und ab 1972 als Oberverwaltungsgerichtsrat. Nach einer Tätigkeit beim Bayerischen Verwaltungsgerichtshof in München wurde er 1977 zum Präsidenten des Bayerischen Verwaltungsgerichts Augsburg berufen. 1994 ging er in den Ruhestand.
Er war langjähriger Diözesanrat der Katholiken im Bistum Augsburg sowie engagiert im Zentralkomitee der deutschen Katholiken, der Katholischen Jugendfürsorge und dem Katholischen Schulwerk in Bayern. Er war langjähriger Vorsitzender der Volkshochschule in Augsburg und zählte zu den „Umzugshelfern“ der Bildungsstätte an den Willy-Brandt-Platz. Er war 1983 Gründungsmitglied der Hans und Anna Adlhochstiftung e.V. und 1988 der Juristischen Gesellschaft Augsburg e.V.
Werner Köppe engagierte sich für zahlreiche Sozialprojekte im Heiligen Land. 1987 wurde er von Kardinal-Großmeister Maximilien Kardinal de Fuerstenberg zum Ritter des Ritterordens vom Heiligen Grab zu Jerusalem ernannt und am 17. Oktober 1987 in Karlsruhe durch Franz Hengsbach, Großprior der deutschen Statthalterei, investiert. Zuletzt war er Offizier des Päpstlichen Laienordens.

## Ehrungen und Auszeichnungen
- Ritter vom Heiligen Grab (1987; Rangerhöhung zum Komtur)
- Verdienstkreuz am Bande des Verdienstordens der Bundesrepublik Deutschland (1989)
- Komturkreuz des Päpstlichen Ordens des heiligen Gregor des Großen
- Verdienstmedaille „Pro Augsburg“